# Jean-Baptiste Simmenauer

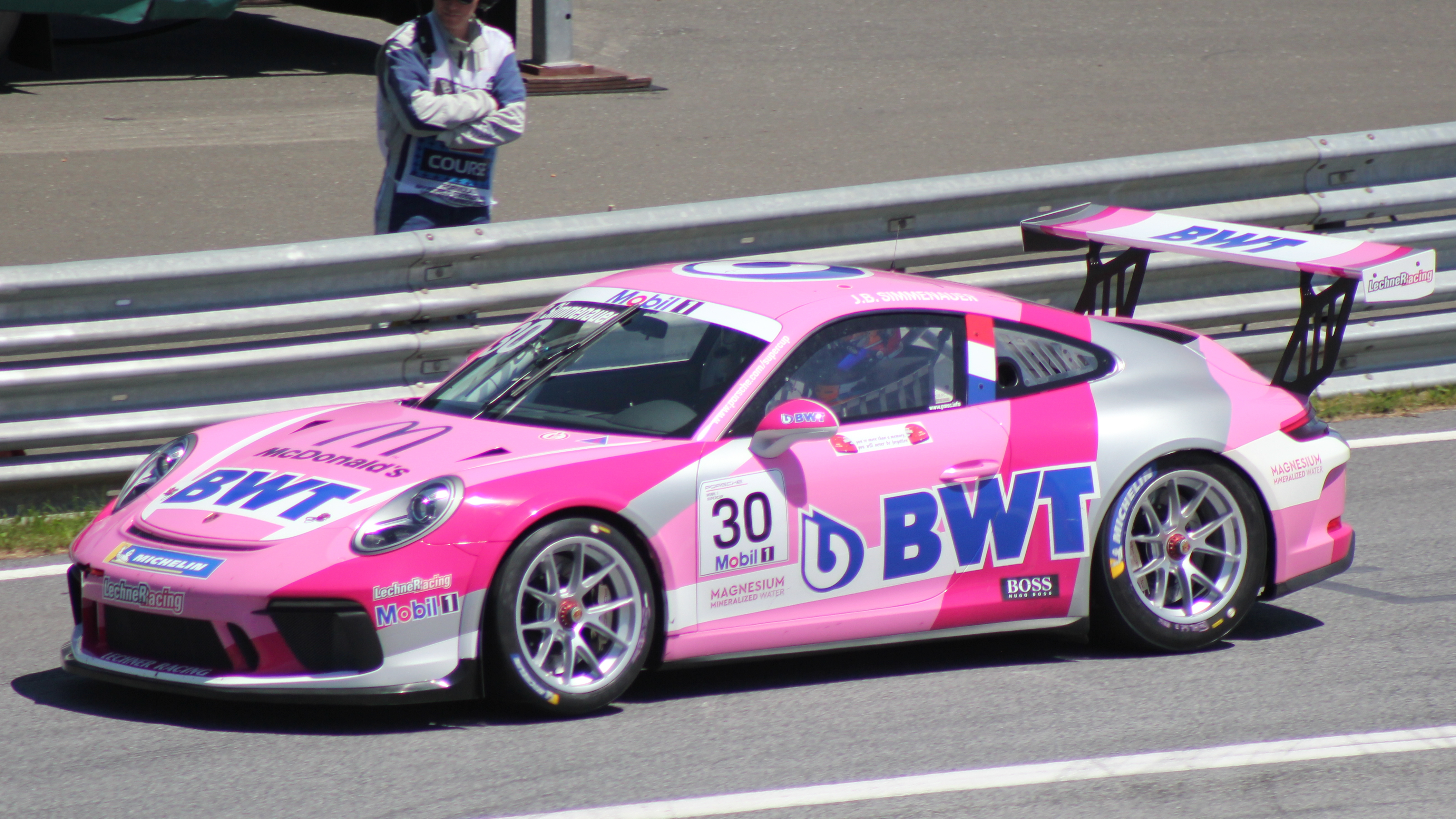
Jean-Baptiste Simmenauer 2019 bei einem Rennen zum Porsche Supercup auf dem Red Bull Ring

Jean-Baptiste Simmenauer (* 19. November 2000 in Chambray-lès-Tours) ist ein französischer Autorennfahrer.

## Karriere als Rennfahrer
Jean-Baptiste Simmenauer kam wie viele Rennfahrer seiner Generation über den Kartsport zu Monopostorennen. Nach einer Saison im Formel Renault 2.0 Eurocup 2017 wechselte er im Jahr darauf in den GT- und Sportwagensport. Er startete in der NASCAR Whelen Euro Series und erreichte 2020 den vierten Endrang im Porsche Carrera Cup Frankreich. Drei Jahre in Folge ging er im GT World Challenge Europe Endurance Cup an den Start, wo er 2022 für das W Racing Team auf einem Audi R8 LMS Evo III den Silver-Cup gewann.
In der Rennsaison 2024 fuhr er in der European- und Asian Le Mans Series, wo er beim 4-Stunden-Rennen von Abu Dhabi als Gesamtdritter seine erste Platzierung auf dem Podium der ersten drei erreichte. Sein Debüt beim 24-Stunden-Rennen von Le Mans endete mit einem Ausfall.

## Statistik

### Le-Mans-Ergebnisse
| Jahr | Team                      | Fahrzeug | Teamkollege     | Teamkollege  | Platzierung | Ausfallgrund |
| ---- | ------------------------- | -------- | --------------- | ------------ | ----------- | ------------ |
| 2024 | Duqueine Team             | Oreca 07 | James Allen     | John Falb    | Ausfall     | Motorschaden |
| 2025 | Inter Europol Competition | Oreca 07 | Nicholas Boulle | Luca Ghiotto | Rang 27     |              |

### Einzelergebnisse in der FIA-Langstrecken-Weltmeisterschaft
| Saison | Team                      | Rennwagen | 1   | 2   | 3   | 4   | 5   | 6   | 7   | 8   |
| ------ | ------------------------- | --------- | --- | --- | --- | --- | --- | --- | --- | --- |
| 2024   | Duqueine Team             | Oreca 07  | KAT | IMO | SPA | LEM | SAO | AUS | FUJ | BAH |
| 2024   | Duqueine Team             | Oreca 07  | DNF |     |     |     |     |     |     |     |
| 2025   | Inter Europol Competition | Oreca 07  | KAT | IMO | SPA | LEM | SAO | AUS | FUJ | BAH |
| 2025   | Inter Europol Competition | Oreca 07  | 27  |     |     |     |     |     |     |     |